# High School Musical 2 (album)
Albums de High School Musical 2
High School Musical : The Soundtrack
(2006) High School Musical 3: Senior Year
(2008)
High School Musical 2 est la bande originale du téléfilm High School Musical 2, sorti en 2007.

## Titres des chansons de l'album
1. What Time Is It? - High School Musical 2 Cast[3],[4]
2. Fabulous par Sharpay Evans et Ryan Evans (Ashley Tisdale et Lucas Grabeel) [5]
3. Work This Out - Troy Bolton et les Wildcats (Zac Efron) [6]
4. You Are the Music in Me par Troy et Gabriella (Zac Efron et Vanessa Hudgens)
5. I Don't Dance par Chad Danforth et Ryan Evans (Corbin Bleu et Lucas Grabeel) [5],[7]
6. You Are the Music in Me (Reprise) -  Sharpay Evans- Troy Bolton (Ashley Tisdale) (Zac Efron) [8]
7. Gotta Go My Own Way  par Gabriella Montez (Vanessa Hudgens) [7]
8. Bet On It - Troy Bolton (Zac Efron)  [6]
9. Everyday - High School Musical 2 Cast[6]
10. All For One - High School Musical 2 Cast[9]
11. Humuhumunukunukuapua'a  - Sharpay et Ryan - (Ashley Tisdale - Lucas Grabeel) (Bonus)  [6]

### Versions Françaises (Bonus)
1. Double Mise (Bet on it) - Willy Denzey[10]
2. Savoir qui je suis (Gotta go my own way) - Lââm[10]

## Versions Internationales
| Chanson                                            | Nom original              | Langue             | Chanteur, Chanteuse.                       |
| -------------------------------------------------- | ------------------------- | ------------------ | ------------------------------------------ |
| "Eres La Música En Mí"                             | "You Are The Music In Me" | Espagnol           | Roger & Paulina Holguín García             |
| "You Are The Music In Me ( Malaisie Asie Version)" | "You Are The Music In Me" | Anglais            | Vince Chong & Jaclyn Victor                |
| "Você É A Música Em Mim"                           | "You Are The Music In Me" | Portugais          | Itauana Ciribelli & Thiago Fragoso         |
| "Du bist wie Musik"                                | "You Are The Music In Me" | Allemand           | Ben & Kate Hall                            |
| "De stem van mijn hart"                            | "You Are The Music In Me" | Néerlandais        | Thomas Berge & Tess                        |
| "Tu Sei La Musica In Me"                           | "You Are The Music In Me" | Italien            | Pquadro                                    |
| "Içimdeki müzik sensin"                            | "You Are The Music In Me" | Turc               | Keremcem                                   |
| "Kau Muzik Di Hatiku"                              | "You Are The Music In Me" | Malais             | Jaclyn Victor & Vince Chong                |
| "Moja Muzyka To Ty"                                | "You Are The Music In Me" | Polonais           | Hania Stach & Andrzej Lambert              |
| "Du Är Musiken I Mig"                              | "You Are The Music In Me" | Suédois            | Molly Sandén & Ola                         |
| "Eu Não Danço"                                     | "I Don't Dance"           | Portugais          | Expensive Soul & Bianca                    |
| "Por Mi Camino Iré"                                | "Gotta Go My Own Way"     | Espagnol           | Paulina Holguín García                     |
| "Gotta Go My Own Way (Asie Version)"               | "Gotta Go My Own Way"     | Anglais            | Nikki Gil                                  |
| "Gotta Go My Own Way ( Canada Version)"            | "Gotta Go My Own Way"     | Anglais            | Nikki Yanofsky                             |
| "Vou Ser do Jeito que Eu Sou"                      | "Gotta Go My Own Way"     | Portugais          | Lissah Martins                             |
| "Savoir Qui Je Suis"                               | "Gotta Go My Own Way"     | Français           | Lââm                                       |
| "Je Dois Faire À Ma Manière"                       | "Gotta Go My Own Way"     | Français ( Canada) | Nikki Yanofsky                             |
| "Bet On It (Asie Version)"                         | "Bet On It"               | Anglais            | Show Lo                                    |
| "Bi Sha Ji"                                        | "Bet On It"               | Mandarin           | Luo Zhixiang                               |
| "Double Mise"                                      | "Bet On It"               | Français           | Willy Denzey                               |
| "Io e te"                                          | "Everyday"                | Italien            | Pquadro & Mafy                             |
| "飛就飛"                                           | "Everyday"                | Cantonais          | Justin Lo & Kary Ng                        |
| "Todo El Mundo A Bailar"                           | "All For One"             | Espagnol           | Motta                                      |
| "Todos para uno"                                   | "All For One"             | Espagnol           | High School Musical Argentina ( Argentine) |
| "¿Qué viene aquí?"                                 | "What time is it?"        | Espagnol           | High School Musical Argentina ( Argentine) |

## Singles
- What Time Is It ? - 9 juin 2007
- Bet on it - 29 juin 2007
- You are the music in me - 7 juillet 2007
- I Don't Dance - 28 juillet 2007

## Crédit
- Mastering : Eddy Schreyer au Oasis Mastering, Burbank, Californie, États-Unis.
- Direction artistique : Steve Gerdes
- Conception graphique : Steve Sterling

## Commentaire
What time is it ? (Quelle heure est-il ?) - est la première chanson de High School Musical 2. Elle montre l'attente des élèves de East High avant les vacances. Tout cela se transforme en une alégresse où ils se mettent tous à danser dans le lycée.
Fabulous (Fabuleux) - Sharpay Evans nous explique qu'elle a besoin que tout soit fabuleux et qu'ici (au Country club) tout l'est sauf quand elle voit Gabriella Montez.
Work this out (S'y mettre) - Les Wildcats ne sont pas très enchantés à l'idée de travailler mais Troy Bolton leur explique ce qu'ils pourront faire avec l'argent gagné. Ils se mettent donc au travail.
You are the music in me (Tu es la musique en moi) - 1re chanson de nos amoureux dans ce 2e volet. Ils nous chantent leur entente musicale mais aussi dans la vie, que la musique les a réuni.
I don't dance (Je ne danse pas) - Ryan Evans & Chad Danforth nous entraîne dans une musique très rythmée qui mélange danse et baseball. Chad Danforth dit qu'il ne sait pas danser alors que Ryan Evans veut lui prouver qu'il en est capable.
You are the music in me (Tu es la musique en moi) - Reprise de Sharpay Evans, elle change complètement la chanson mais bon... C'est un style qu'on lui connaît bien.
Gotta go my own way (Je dois aller dans ma propre voie) - Gabriella Montez explique à Troy Bolton qu'elle doit partir et faire les choses pour elle et pas pour tous les 2.
Bet on it (Compte là-dessus) est le deuxième single du deuxième album de High School Musical. Cette chanson est très rythmée. Troy Bolton explique qu'il en a marre de la pression qu'il a sur ses épaules mais que malgré tout on peut compter sur lui.
Everyday (Chaque jour) - Gabriella Montez & Troy Bolton (puis tout le cast) nous disent qu'il faut profiter de chaque jour sans se préoccuper du lendemain.
All for one (Tous pour un) - Tout s'arrange finalement. Le travail est fini, les Wildcats vont pouvoir profiter du soleil. De plus, Chad Danforth, Gabriella Montez, Troy Bolton, Ryan Evans, Sharpay Evans, Taylor McKessie et les autres sont tous redevenus des amis.